# 合作镇 (启东市)
合作镇，是中华人民共和国江苏省南通市启东市下辖的一个乡镇级行政单位。

## 行政区划
合作镇下辖以下地区：
曹家镇村社区、得胜村、德元村、兴隆村、达育村、周云村、保田村、曹家镇村、杨同村、洋桥村、臣义村、竖海村、新义村、四楼村、元和村、五星村、庙店村、蟠龙村、二效镇村、竖河镇村、中央镇村、无畏村和志良桥村。